# یوژف چاتاری
یوژف چاتاری (مجاری: József Csatári; ۱۷ دسامبر ۱۹۴۳ – ۳۰ ژانویهٔ ۲۰۲۱) کشتی‌گیر اهل مجارستان بود.